# UIM
UIM(User Identity Model)，是應用在cdmaOne手機的一種智能卡，可插入對應的2G手機以使用流動電話服務。
UIM卡可以儲存使用者資料、電話號碼、認證資料及為SMS提供儲存空間。UIM卡的標準化工作由3GPP2（第三代夥伴計畫2）負責進行。
在cdmaOne系統的原始設計中，用戶識別資訊是直接存儲在手機中的，並沒有一個與手機可以分離的儲存用戶資訊的功能實體。雖然一些電信業者和製造商希望在cdmaOne系統中也能有一個與GSM系統中的SIM卡類似的設備以實現機卡分離，但這種思想一直沒有成為主流思想。直到中國聯通公司聲明希望在cdmaOne手機上實現SIM卡的功能，才極大地加快了在cdmaOne系統中實施UIM卡的進程。

## 外部連結
- 联通集团与微软联手发展CDMA移动数据业务[]